# Теодора Райкова-Ковачева
Теодора Пенчева Райкова-Ковачева е българска химичка, дъщеря на химика Пенчо Райков. Тя е първата жена, назначена за преподавател в българско висше училище.

## Биография
Теодора Райкова е родена през 1893 г. в София в семейството на Пенчо Райков, един от основоположниците на химическата наука в България. През 1911 г. завършва Втора софийска девическа гимназия, а през 1916 г. - химия в Софийския университет „Свети Климент Охридски“. През 1918 г. е назначена в университета като асистент на баща си, специализира в Германия (1922) и Австрия (1931). Авторка е на публикации в български и немскоезични специализирани издания. Описва оригинален метод за откриване на стронций чрез гипсов разтвор, както и метод за разпознаване на произхода на нефт.
През следващите години са правени няколко опита договорът на Райкова в Софийския университет да бъде прекратен и през 1932 г. тя окончателно е уволнена, заедно с няколко други асистентки. След това работи в собствена лаборатория за козметика, която е национализирана след Деветосептемврийския преврат от 1944 г. Тя е учредителка и активна участничка в работата на Българското химическо дружество, дългогодишна редакторка на издаваното от него списание „Химия и индустрия“.
Теодора Райкова-Ковачева умира през 1963 година в София.